# مجتبی فخریان
مجتبی فخریان (زادهٔ ۲۵ اردیبهشت ۱۳۸۲) بازیکن فوتبال اهل ایران است که در پست مهاجم برای باشگاه فوتبال پرسپولیس در لیگ برتر خلیج فارس بازی می‌کند .
فخریان در ۲۷ اردیبهشت ۱۴۰۴ به پرسپولیس پیوست.